# Communauté de communes de Pont-d'Ain, Priay, Varambon
La communauté de communes de Pont-d'Ain, Priay, Varambon était une communauté de communes située dans le département de l'Ain.
Elle a fusionné le 1er janvier 2012 avec la communauté de communes Bugey-Vallée de l'Ain pour donner naissance à la communauté de communes des Rives de l’Ain - Pays du Cerdon.

## Composition
Elle est composée des communes suivantes :
1. Pont-d'Ain
2. Priay
3. Varambon

## Compétences
- Collecte et traitement des déchets des ménages et déchets assimilés
- Politique du cadre de vie
- Protection et mise en valeur de l'environnement
- Aide sociale facultative
- Action sociale
- Dispositifs locaux de prévention de la délinquance
- Création, aménagement, entretien et gestion de zone d'activités industrielle, commerciale, tertiaire, artisanale ou touristique
- Action de développement économique (Soutien des activités industrielles, commerciales ou de l'emploi, soutien des activités agricoles et forestières...)
- Tourisme
- Schéma de cohérence territoriale (SCOT)
- Schéma de secteur
- Création et réalisation de zone d'aménagement concerté (ZAC)
- Aménagement rural
- Action en faveur du logement des personnes défavorisées par des opérations d'intérêt communautaire
- Opération programmée d'amélioration de l'habitat (OPAH)
- Acquisition en commun de matériel
- Nouvelles technologies de l'information et de la communication-NTIC (Internet, câble...)
- Autres

## Historique
- 23 octobre 2006 : Modification des compétences et du nombre des membres du bureau
- 11 mai 2006 : Extension des compétences (RAM + centres de loisirs
- 18 octobre 2004 : Modification et extension des compétences
- 9 janvier 2004 : Réhabilitation des décharges communales
- 18 décembre 2002 : Modification du siège de la communauté (Pont d'Ain)
- 16 décembre 2002 : Modification d'une règle de fonctionnement du comité syndical
- 7 décembre 1999 : Création
- janvier 2012 : 10 communes devraient rejoindre[réf. souhaitée] la communauté de communes

## Pour approfondir